# Acier
Pour l’article ayant un titre homophone, voir Assier.
Pour les articles homonymes, voir Acier (homonymie).
Un acier est un alliage métallique constitué principalement de fer et de carbone. Il se distingue des fontes et des ferroalliages par sa teneur en carbone comprise entre  0,02 % et  2 % en masse. C’est essentiellement cette teneur en carbone qui confère à l'acier ses propriétés mécaniques de dureté, de résistance et d'élasticité. Depuis le XIXe siècle, les aciers sont très utilisés dans l'industrie, le bâtiment et les travaux publics (BTP) et le génie civil et militaire ; purs ou sous forme d'alliages, et souvent améliorés par des traitements thermiques, mécaniques et chimiques agissant sur leurs propriétés mécaniques (recuit, trempe, revenu, cémentation, nitruration et carbonitruration), leur dureté, résilience et de résistance à l'usure et à la corrosion.

## Histoire

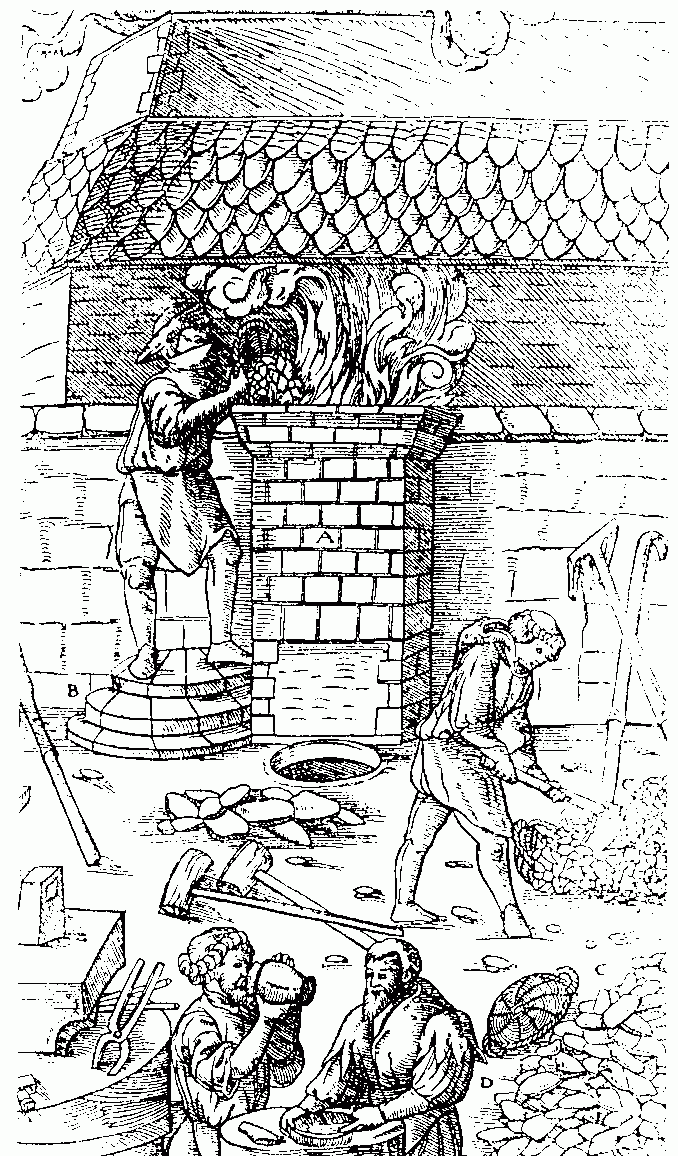
Chargement de fourneau ouvert vers 1530, selon Georgius Agricola, illustration de son opus De Re metalica (sur la matière métallique).

L’âge du fer se caractérise par l’adaptation du bas fourneau à la réduction du fer,,. Ce bas fourneau produit une loupe, un mélange hétérogène de fer, d’acier et de laitier, dont les meilleurs morceaux doivent être sélectionnés, puis cinglés pour en chasser le laitier.
En comprimant l'air par des grands soufflets, générant ainsi un courant d'air ou vent plus ou moins continu, la combustion des lits successifs de minerais de fer choisis broyés et de charbon de bois spécifique dans un haut fourneau est attisée, et lorsque la température de fusion du métal est atteinte, une matière métallique fondue liquide nommée fonte peut être coulée puis moulée. En effet, deux phénomènes complémentaires se déroulent dans le creuset au cœur du haut fourneau : le fer se charge de carbone lorsqu’il arrive au contact du charbon de bois, ce qui abaisse son point de fusion. Puis ce métal fondu continue à s’enrichir en carbone, en dissolvant le charbon de bois.
S'il faut attendre en Europe occidentale entre la fin du XIIe siècle et le XVe siècle la généralisation du haut fourneau, les premières coulées de fonte sont réalisées par les Chinois durant la période des Royaumes combattants (entre -453 et -221). Ceux-ci savent aussi brûler le carbone de la fonte, en le faisant réagir avec de l’air, pour obtenir de l’acier. Il s’agit du procédé indirect, car l’élaboration de l’acier se fait après l’obtention de la fonte,. En Europe et en Asie, durant l’Antiquité, on produisait également de l’acier en recarburant le fer avec des gaz de combustion et du charbon de bois (acier de cémentation).
Notons que le mot « acier » apparait en ancien français des chansons de gestes, sous la forme « acer », désignant un « fer pur combiné avec le carbone, plus dur et résistant que le fer », dans la Chanson de Roland après 1080 et sous la forme primitive « acier » dans le Voyage de Charlemagne au XIIe siècle. Ce substantif masculin apparaît aussi précocement en champenois sous la forme technique « açiir » dans les gloses de Raschi de Troyes dans la seconde partie du XIe siècle. Le lexicologue Albert Dauzat mentionne sa provenance du mot bas latin aciarum ou acciarum, mot dérivé du latin classique féminin ǎciēs, pointe d'une arme, d'un instrument, et par métonymie tranchant. Selon le Trésor de la langue Française, le mot aciarum, décrit en ferrum durum (fer dur) peut être considéré comme l'équivalent tardif du mot latin classique de genre masculin chălybs, désignant l'acier en référence aux fabrications de grande réputation des Chalybes. Le mot féminin latin ǎcǐēris, au sens d'un outil tranchant, en particulier la hache d'airain utilisée dans les sacrifices romains, est aussi un dérivé de ǎciēs. Le mot français acier appartient à la même famille que l'adjectif « acéré » Si le verbe « aciérer » en moyen français est attesté en 1470, les mots communs de la technique, aciérie, aciérage et aciération ne sont attestés respectivement qu'en 1751 dans l'Encyclopédie, 1753 sous la plume du traducteur Diderot et 1793 dans l'Encyclopédie méthodique. Ces derniers mots techniques se répandent surtout après la fin du XVIIIe siècle[réf. souhaitée].
Réaumur, en réalisant de très nombreuses expériences et en publiant les résultats de ses observations en 1722, fonde la sidérurgie moderne : il est le premier à théoriser le fait que l’acier est un état intermédiaire entre la fonte et le fer pur, mais les connaissances techniques et l'instrumentation du temps ne lui permettent pas d’être suffisamment précis. Il faut attendre 1786 pour que la métallurgie, alors dominée par les théories obsolètes de Stahl et du phlogistique, devienne scientifique : cette année-là, Berthollet, Monge et Vandermonde de l'école de Lavoisier  présentent devant l’Académie royale des sciences un Mémoire sur le fer dans lequel ils définissent les trois types de corps : le fer, la fonte et l’acier,. Le fer est alors l'aboutissement de la voie naturelle impliquant des procédés complets d'affinage de la fonte coulée du haut fourneau. Différents aciers sont obtenus par voie naturelle[pas clair] (nécessairement incomplète), par cémentation, ou par fusion au creuset de ces deux premiers types d'acier : ce sont selon les trois savants, l'acier naturel, l'acier de cémentation et l'acier fondu. L’acier en général est plus tenace et plus dur que le fer, et surtout moins fragile que la fonte cassante, mais chaque transformation intermédiaire pour l’obtenir augmente son coût.
La révolution industrielle se caractérise par la mise au point de nouvelles méthodes de fabrication et conversion de la fonte en acier. En 1856, le procédé Bessemer propose de produire directement l’acier à partir de la fonte. Son amélioration par Thomas et Gilchrist permet sa généralisation,. Ces applications mènent à la fabrication en masse d’un acier de qualité après 1880. D'un point de vue scientifique, vers la seconde moitié du XIXe siècle, Dmitri Tchernov découvre les transformations polymorphes de l’acier et établit le diagramme binaire fer/carbone, dotant la métallurgie en dehors de son champs empirique d'une description technique cohérente.

## Composition chimique
L'acier est un alliage à base de fer qui contient une teneur en carbone comprise environ entre  0,02 % et  2 % en masse, et qui peut contenir d'autres éléments chimiques volontairement ajoutés (éléments d'addition, éléments d'accompagnement) ou non (impuretés).
Les « éléments d'addition » sont ajoutés de manière intentionnelle pour conférer au matériau les propriétés recherchées. Il s'agit principalement du manganèse (Mn), du chrome (Cr), du nickel (Ni) et du molybdène (Mo).
Les « éléments d’accompagnement » sont utilisés par l’aciériste en vue de maîtriser les diverses réactions physico-chimiques nécessaires pour obtenir un acier conforme à la spécification. C’est le cas d’éléments comme l’aluminium, le silicium, le calcium.
Les « impuretés » sont des éléments originellement présents dans les ingrédients de haut fourneau qui serviront à produire la fonte qui servira à fabriquer l’acier. Ce sont le soufre (S) et le phosphore (P) présent dans le coke mais aussi le plomb (Pb) et l’étain (Sn) qui peuvent être présents dans les aciers de récupération ainsi que nombre d’autres éléments à bas point de fusion comme l’arsenic (As) et l’antimoine (Sb).
La teneur en carbone affecte fortement la dureté de l’alliage. On modifie également les propriétés des aciers en ajoutant d’autres éléments, principalement métalliques ; on parle alors d’aciers « alliés ». On peut encore améliorer grandement leurs caractéristiques par des traitements thermiques (notamment les trempes ou la cémentation) ; on parle alors d’aciers « traités ».

### Teneur en carbone

Diagramme de phase fer-carbone, permettant de visualiser les conditions d’existence des formes d’acier, en absence d’éléments gammagènes et de trempe.

Le carbone a une importance primordiale car c’est lui qui, associé au fer, confère à l’alliage le nom d’acier. Son influence sur les propriétés mécaniques de l'acier est prépondérante. Par exemple, en ce qui concerne l'amélioration de la propriété de dureté, l’addition de carbone est trente fois plus efficace que l'addition de manganèse.
La teneur en carbone a une influence considérable (et assez complexe) sur les propriétés de l’acier : en dessous de  0,008 %, l’alliage est plutôt malléable et on parle de « fer » ; au-delà de  2,1 %, on entre dans le domaine de l'eutectique fer/carbure de fer ou bien fer/graphite, ce qui modifie profondément la température de fusion et les propriétés mécaniques de l'alliage, et l'on parle de fonte.
Entre ces deux valeurs, l’augmentation de la teneur en carbone a tendance à améliorer la dureté de l’alliage et à diminuer son allongement à la rupture ; on parle d’aciers « doux, mi-doux, mi-durs, durs ou extra-durs » selon la « classification traditionnelle ».
| Dureté           | Teneur en carbone (%) |
| ---------------- | --------------------- |
| Acier extra-doux | < 0,15                |
| Acier doux       | 0,15 - 0,25           |
| Acier demi-doux  | 0,25 - 0,40           |
| Acier demi-dur   | 0,40 - 0,60           |
| Acier dur        | 0,60 - 0,70           |
| Acier extra-dur  | > 0,70                |

Dans les manuels de métallurgie un peu anciens, on peut trouver comme définition de l'acier un alliage fer-carbone où le carbone varie de 0,2 à  1,7 % ; la limite actuelle a été établie à partir du diagramme binaire fer/carbone. Toutefois, il y a des aciers avec des concentrations de carbone supérieures à ces limites (acier lédéburitiques), obtenus par frittage.
On distingue plusieurs types d’aciers selon le pourcentage massique de carbone qu’ils contiennent :
- les aciers hypoeutectoïdes (de 0,0101 à  0,77 % de carbone) qui sont les plus malléables ;
  - les aciers extra-doux ont une teneur inférieure à  0,022 % de carbone ; ils sont hors de la « zone d’influence » de l’eutectoïde (perlite) et n’ont donc pas de perlite ; ils sont durcis par des précipités de cémentite en faible quantité,
  - entre 0,022 et  0,77 % de carbone, la cémentite est présente dans la perlite mais n’existe pas sous forme « seule » ;
- l’acier eutectoïde (0,77 % de carbone) appelé « perlite » ;
- les aciers hypereutectoïdes (de 0,77 à  2,11 % de carbone) qui sont les plus durs et ne sont pas réputés soudables.

La limite de  2,11 % correspond à la zone d’influence de l’eutectique (lédéburite) ; il existe toutefois des aciers lédéburitiques.
Les aciers non alliés (au carbone) peuvent contenir jusqu’à 2,11 % en masse de carbone. Certains aciers alliés peuvent contenir plus de carbone par l’ajout d’éléments dits « gammagènes ».

### Éléments d'alliage
L’aluminium est un excellent désoxydant. Associé à l’oxygène, réduit la croissance du grain en phase austénitique. Au-delà d'un certain seuil, il peut rendre l’acier inapte à la galvanisation à chaud.
Le chrome est l’élément d’addition qui confère à l’acier la propriété de résistance mécanique à chaud et à l’oxydation (aciers réfractaires). Il joue aussi un rôle déterminant dans la résistance à la corrosion lorsqu’il est présent à une teneur de plus de 12 à  13 % (selon la teneur en carbone) et rend l'acier « inoxydable ». Additionné de 0,5 % à  9 % il augmente la trempabilité et la conservation des propriétés mécaniques aux températures supérieures à l’ambiante (famille des aciers alliés au chrome). Il a un rôle alphagène.
Le cobalt est utilisé dans de nombreux alliages magnétiques. Provoque une résistance à l’adoucissement lors du revenu.
Le manganèse augmente modérément la trempabilité sous forme des sulfures qui améliorent l’usinabilité.
Le molybdène augmente la température de surchauffe, la résistance à haute température et la résistance au fluage, ainsi que la trempabilité.
Le nickel rend austénitiques (rôle gammagène) les aciers à forte teneur en chrome. Sert à produire des aciers de trempabilité modérée ou élevée (selon les autres éléments présents), à basse température d’austénitisation et à ténacité élevée après traitement de revenu. C’est l’élément d’alliage par excellence pour l’élaboration des aciers ductiles à basses températures (acier à  9 % Ni pour la construction des réservoirs cryogéniques, acier à 36 % Ni dit « Invar » pour la construction des cuves de méthaniers et des instruments de mesure de précision).
Le niobium a même avantage que le titane mais beaucoup moins volatil. Dans le domaine du soudage il le remplace donc dans les métaux d’apport.
Le phosphore augmente fortement la trempabilité. Augmente la résistance à la corrosion. Peut contribuer à la fragilité de revenu.
Le silicium favorise l’orientation cristalline requise pour la fabrication d’un acier magnétique, augmente la résistivité électrique. Améliore la résistance à l’oxydation de certains aciers réfractaires. Utilisé comme élément désoxydant.
Le titane a un pouvoir carburigène élevé (comme le niobium) et réduit donc la dureté de la martensite. Capture le carbone en solution à haute température et, de ce fait, réduit le risque de corrosion intergranulaire des aciers inoxydables (TiC se forme avant Cr23C6 et évite donc l’appauvrissement en chrome au joint de grain).
Le tungstène améliore la dureté à haute température des aciers trempés revenus. Fonctions sensiblement identiques à celles du molybdène.
Le vanadium augmente la trempabilité. Élève la température de surchauffe. Provoque une résistance à l’adoucissement par revenu (effet de durcissement secondaire marqué).

## Structure cristallographique

### Types de structures

La température de transition α/γ varie avec la teneur en carbone.

La structure cristalline des aciers à l’équilibre thermodynamique dépend de leur concentration (essentiellement en carbone mais aussi d’autres éléments d’alliage), et de la température. On peut aussi avoir des structures hors équilibre (par exemple dans le cas d’une trempe). Les différentes microstructures de l’acier sont : austénite, bainite, cémentite, ferrite, martensite et perlite.
La structure du « fer pur » dépend de la température :
- jusqu’à 912 °C, le fer (fer α) a une structure cristalline cubique centrée appelée « ferrite » ;
- entre 912 °C et 1 394 °C, le fer (fer γ) a une structure cristalline cubique à faces centrées appelée « austénite » ;
- entre 1 394 °C et son point de fusion à 1 538 °C, le fer (fer δ) retrouve une structure cristalline cubique centrée appelée « ferrite delta » (cette dernière joue un rôle essentiel dans la mise en œuvre et surtout le soudage des aciers duplex).

La structure du fer + carbone évolue d’une façon plus complexe en fonction de la température et de la teneur en carbone. Les règles diffèrent selon que l’on est hors de la « zone d’influence » de l’eutectoïde (entre  0 % et  0,022 %), entre  0,022 % et  0,77 % (hypoeutectoïde) ou entre  0,77 % et  2,11 % (hypereutectoïde ; au-delà, il s’agit de fonte). Voir l’étude du diagramme fer-carbone.
D’une manière simplifiée, pour un carbone compris entre  0,022 % et  2,11 % :
- jusqu’à 727 °C, on trouve un mélange de ferrite et de cémentite ;
- à partir de 727 °C, le fer α se transforme en fer γ (changement de phase appelé « austénitisation ») ; la température de fin de transformation dépend de la teneur en carbone.

### Évolution de la structure lors du refroidissement

Structure cristalline des aciers pour un refroidissement lent : répartition de la ferrite (jaune) et de la cémentite (bleu).

Lors du refroidissement d’un lingot, l’acier se solidifie à l’état austénitique. Au cours du refroidissement, à 727 °C, l’austénite se décompose, soit en ferrite + perlite, soit en perlite + cémentite. La vitesse de refroidissement ainsi que les éléments d’alliage ont une importance capitale sur la structure obtenue, et donc sur les propriétés de l’acier. En effet :
- les joints de grain bloquent les dislocations, donc augmentent la dureté et la limite élastique ; or, plus les grains sont petits, plus il y a de joints de grain ;
- la cémentite est un carbure, une céramique très dure ; sa présence augmente la dureté et la limite élastique, mais diminue la ductilité.

De manière générale :
- un refroidissement rapide donne de petits grains, alors qu’un refroidissement lent donne de gros grains ;
- la réorganisation des atomes pour passer de la structure austénitique (cubique à faces centrées) à la structure ferritique (cubique centrée) se fait par des mouvements d’atomes de faible ampleur (quelques distances interatomiques) ;
- la ferrite pouvant contenir moins de carbone dissous (voir Solution solide et Site interstitiel), le carbone doit migrer sur de plus grandes distances pour former de la cémentite ; la distance à parcourir est moins grande dans le cas de la perlite (eutectoïde), puisque la cémentite s’intercale entre des « tranches » de ferrite ;
- la germination des nouveaux cristaux se fait de manière préférentielle aux défauts, et notamment aux joints de grain de l’austénite ; ainsi, la structure de solidification de l’austénite joue un rôle important (voir Solidification).

Certains éléments chimiques peuvent « piéger » le carbone pour former des carbures (par exemple le titane ou l’aluminium). Ils empêchent ainsi la formation de cémentite.
On peut modifier la structure de l’acier par des traitements thermomécaniques :
- déformations : écrasement du lingot, laminage à froid ou à chaud, forgeage, etc. ;
- traitements thermiques, qui permettent de « rejouer » le refroidissement :
  - trempe, éventuellement suivie d’un revenu : la rapidité de la transformation ne permet pas au carbone de diffuser et le « piège » dans la maille cubique centrée, qui se déforme pour donner de la martensite ; les cristaux forment de petites aiguilles,
  - une trempe plus lente, ou bien une trempe étagée, permet la formation de bainite,
  - recuit, permettant la diffusion des éléments, la réorganisation des atomes et l’élimination des dislocations.

La métallurgie des poudres consiste à compacter de la poudre d’acier et de la chauffer en dessous de la température de fusion, mais suffisamment pour que les grains se « soudent » (frittage). Cela permet de maîtriser la structure de l’acier et son état de surface (en particulier pas de retrait ni de retassure), mais introduit de la porosité.

## Familles d'acier
Il existe des aciers faiblement alliés, à faible teneur en carbone, et au contraire des aciers contenant beaucoup d’éléments d’alliage (par exemple, un acier inoxydable typique contient  8 % de nickel et  18 % de chrome en masse).

### Classifications

Principes de désignation symbolique des aciers selon la norme EN 10027-1-2.

Chaque pays a son mode de désignation des aciers. Le schéma ci-contre indique la désignation européenne selon les normes EN 10027-1 et -2. Cette norme distingue quatre catégories :
- les aciers non-alliés d’usage général (construction) ;
- les aciers non-alliés spéciaux, pour traitement thermique, malléables, soudables, forgeables, etc. ;
- les aciers faiblement alliés, pour trempe et revenu ; les éléments d’alliage favorisent la trempabilité et permettent d’avoir des structures martensitiques ou bainitiques, donc des aciers à haute dureté, à haute limite élastique, pour les outils, les ressorts, les roulements, etc. ;
- les aciers fortement alliés :
  - les aciers inoxydables,
  - les aciers rapides, pour les outils à forte vitesse de coupe comme les forets.

### Aciers non alliés

#### Aciers non alliés d'usage général
Ils sont destinés à la construction soudée, à l’usinage, au pliage, etc. On distingue :
- le type S qui correspond à un usage général de base (construction de bâtiment…) ;
- le type P pour usage dans les appareils à pression ;
- le type L pour les tubes de conduites ;
- le type E pour la construction mécanique ;
- le type R pour les rails.

La désignation de ces aciers comprend la lettre indiquant le type d’usage, suivie de la valeur de la limite élastique minimale (Re) exprimée en mégapascals (MPa). À noter qu’il s’agit de la valeur à faible épaisseur, les résistances décroissant avec l’épaisseur[évasif].
S’il s’agit d’un acier moulé, la désignation est précédée de la lettre G. La désignation peut être complétée par des indications supplémentaires (pureté, application dédiée, etc.).
Exemples :
- S185 (anciennement A33), Re = 185 MPa ;
- S235 (anciennement A37, E24), Re = 235 MPa ;
- E295 (anciennement A50), Re = 295 MPa ;
- GE295, acier moulé, Re = 295 MPa ;
- S355 J2 WP (anciennement A52, E36), Re = 355 MPa, à grain fin et auto-patinable (c’est l’acier Corten A).

#### Aciers non alliés spéciaux (type C)
La teneur en manganèse est inférieure à  1 %, et aucun élément d'addition ne dépasse  5 % en masse. Leur composition est plus précise et plus pure et correspond à des usages définis à l’avance.
Leurs applications courantes sont les ressorts, arbres de transmission, matrices (moules), etc.
Leur désignation comprend la lettre C suivie de la teneur en carbone multipliée par 100.
S’il s’agit d’un acier moulé, on précède la désignation de la lettre G.
Exemples :
- C45, acier non allié comportant un taux de  0,45 % de carbone ;
- GC22, acier moulé non allié comportant un taux de  0,22 % de carbone.

### Aciers faiblement alliés
Certains aciers sont alliés et ont une excellente résistance à la fatigue mais doivent être protégés de la corrosion alors qu'un acier inoxydable n'a pas ce problème mais est moins homogène. La teneur en manganèse est supérieure à  1 % et aucun élément d’addition ne doit dépasser  5 % en masse. Ils sont utilisés pour des applications nécessitant une haute résistance.
Exemples de désignation normalisée :
- 35NiCrMo16 : contient  0,35 % de carbone, 4 % de nickel, du chrome et molybdène en plus faible teneur. Cet acier présente une bonne tenue aux chocs ainsi qu’une haute résistance mécanique jusqu'à 600 °C ;
- 100Cr6 :  1 % de carbone et  1,5 % de chrome. C’est l’acier typique utilisé dans les roulements à billes.

### Aciers fortement alliés
Avec au moins un élément d’addition dépassant les  5 % en masse, ils sont destinés à des usages bien spécifiques. On y trouve des aciers à outils, les aciers inoxydables, réfractaires, maraging (très haute résistance, utilisés dans l’aéronautique et pour la fabrication de coque de sous-marins), Hadfields (très grande résistance à l’usure), Invar (faible coefficient de dilatation).
Un exemple de désignation normalisée est  X 6 Cr Ni 18-9 (acier avec  0,06 % de carbone, 18 % de chrome, 9 % de nickel).

#### Aciers inoxydables
Ces aciers présentent une grande résistance à la corrosion, à l’oxydation à chaud et au fluage (déformation irréversible). Ils sont essentiellement alliés au chrome, élément qui confère la propriété d’inoxydabilité, et au nickel, élément qui confère de bonnes propriétés mécaniques. Les aciers inoxydables sont classés en quatre familles : ferritique, austénitique, martensitique et austéno-ferritique. Les aciers inoxydables austénitiques sont les plus malléables et conservent cette propriété à très basse température (−200 °C).
Leurs applications sont multiples : chimie, nucléaire, alimentaire, mais aussi coutellerie et équipements ménagers. Ces aciers contiennent au moins  10,5 % de chrome et moins de  1,2 % de carbone.

### Aciers rapides
Les aciers rapides ont leur propre classification utilisant le symbole HS suivi de leur teneur, respectivement, en tungstène, molybdène, vanadium, cobalt.
Exemple: HS  6-5-2 désigne un acier rapide comprenant  6 % de tungstène, 5 % de molybdène, 2 % de vanadium et  0 % de cobalt.

### Aciers non classés

#### Aciers multiphasés
Ces aciers sont conçus suivant les principes des composites : par des traitements thermiques et mécaniques, on parvient à enrichir localement la matière de certains éléments d’alliage. On obtient alors un mélange de phases dures et de phases ductiles, dont la combinaison permet l’obtention de meilleures caractéristiques mécaniques. On citera, par exemple :
- les aciers Dual Phase qui sont la déclinaison moderne de l’acier damassé, mais où la distinction entre phase dure (la martensite) et phase ductile (la ferrite), se fait plus finement, au niveau du grain[25] ;
- les aciers duplex formés de ferrite et d’austénite dans des proportions sensiblement identiques ;
- les aciers TRIP (TRansformation Induced Plasticity), où l’austénite se transforme partiellement en martensite après une sollicitation mécanique. On débute donc avec un acier ductile, pour aboutir à un acier de type Dual Phase ;
- les aciers damassés où des couches blanches ductiles pauvres en carbone absorbent les chocs, et les noires, plus riches en carbone, garantissent un bon tranchant.

## Propriétés et caractéristiques

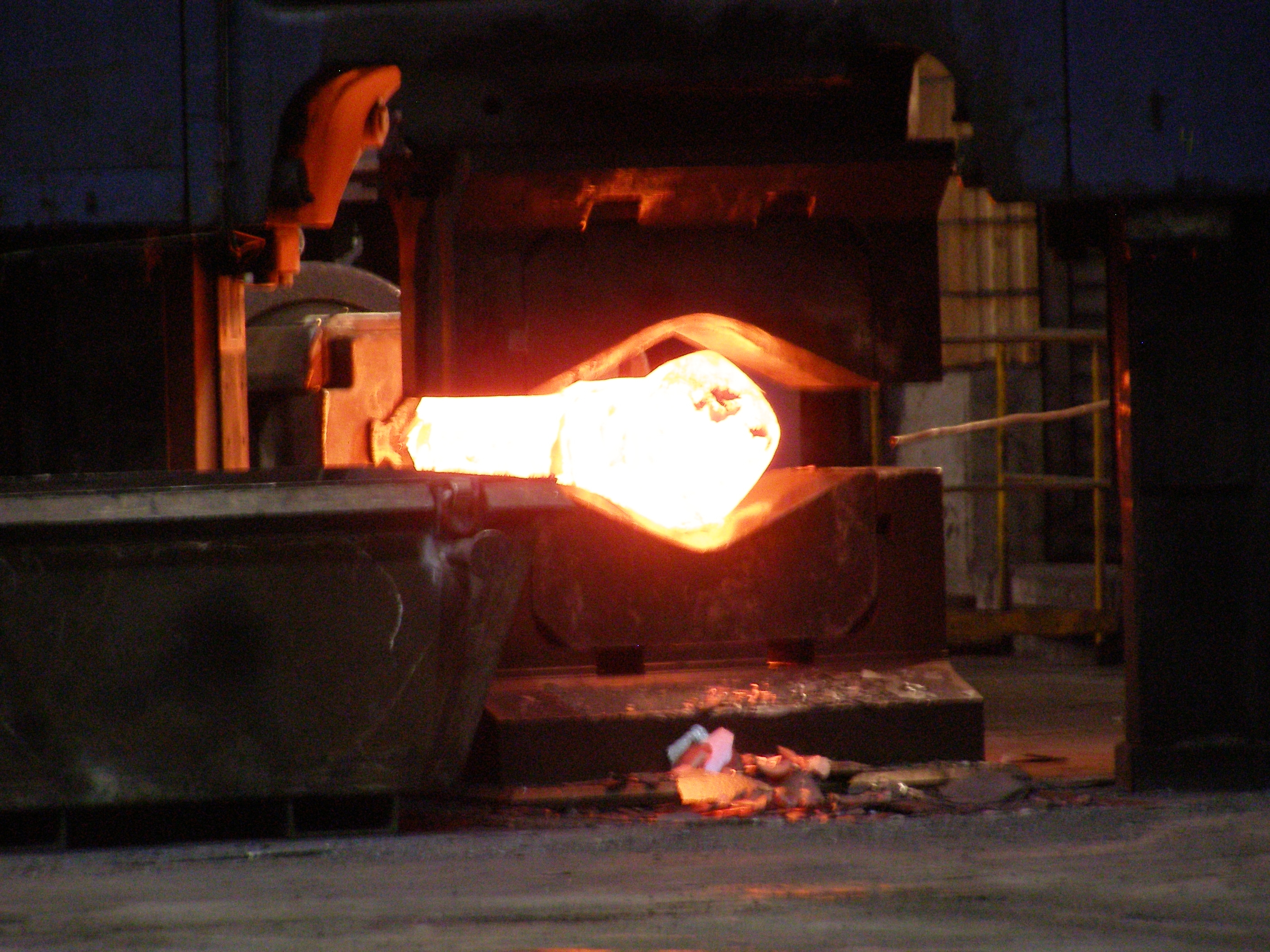
Forgeage de l'acier.

L’acier est un alliage essentiellement composé de fer, sa densité varie donc autour de celle du fer (7,32 à 7,86), suivant sa composition chimique et ses traitements thermiques. La densité d’un acier inox austénitique est typiquement un peu supérieure à 8, en raison de la structure cristalline. Par exemple, la densité d’un acier inoxydable de type AISI 304 (X2CrNi18-10) est environ 8,02.
Les aciers ont un module de Young d’environ 200 GPa, indépendamment de leur composition. Les autres propriétés varient énormément en fonction de leur composition, du traitement thermomécanique et des traitements de surface auxquels ils ont été soumis.
Le coefficient de dilatation thermique de l'acier vaut généralement 11,7×10-6 °C-1.
La soudabilité des aciers est inversement proportionnelle à la teneur en carbone. Toutes les nuances d’acier n’ont pas la même aptitude au soudage et affichent des degrés de soudabilité différents. Certains aciers sont d’ailleurs intrinsèquement non soudables. Pour qu’un acier soit soudable, il est primordial que les aciéristes se préoccupent de la soudabilité des aciers qu’ils produisent dès l’élaboration dans le souci d’optimiser la mise en œuvre ultérieure. À titre d’exemple, un volume du code ASME (équipements sous pression) exige que l’attestation de conformité d’un acier mentionne sans ambiguïté la qualité d’« acier soudable » pour toute pièce à souder d'un ouvrage soumis au code.
Dans certaines circonstances (dans l’industrie nucléaire notamment) l'exposition aux alliages de plomb peut contribuer à la dissolution, l’oxydation et la fragilisation d’aciers

## Fabrication
| Schéma procédés fabrication acier de 1870 à 1970 | Schéma procédés fabrication acier après 1970 |
| 1 : haut fourneau 2 : épuration 3 : cowpers A : castine (fondant) B : minerai de fer C : coke D : vent chaud E : laitier F : fonte H : acier I : ferraille | |
| 4 : machine soufflante 5 : mélangeur 6 : convertisseur Bessemer / Thomas 7 : four martin 8 : four à arc électrique G : air comprimé                        | 4 : usine d'agglomération 5 : Nombre romain incorrect, séquence incohérente (LD) 6 : métallurgie en poche 7 : coulée continue 8 : four à arc électrique G : oxygène |

Le traitement thermomécanique est l’association :
- d’un traitement thermique, sous la forme d’un cycle chauffage-refroidissement (trempe, revenu, etc.) ;
- d’un traitement mécanique, une déformation provoquant de l’écrouissage (laminage, forgeage, tréfilage, etc.).

Le traitement de surface consiste à modifier la composition chimique ou la structure d’une couche extérieure d’acier. Cela peut être :
- une réaction en phase liquide (chromatation, carburation, nitruration en bain de sel, galvanisation, parkérisation, etc.) ;
- une réaction en phase gazeuse (nitruration en phase liquide) ;
- une projection d’ions (implantation ionique) ;
- un recouvrement (peinture, émail)
- un traitement anti-usure.

## Applications
Comparativement aux autres alliages métalliques, l’intérêt majeur des aciers réside d’une part dans le cumul de valeurs élevées dans les propriétés mécaniques fondamentales :
- raideur, résistance à la déformation élastique : module d’élasticité E ;
- résistance à la déformation irréversible, à la rupture : limite élastique Re, résistance minimale à la rupture Rm ;
- dureté H ;
- résistance aux chocs : résilience K.

D’autre part, leur coût d’élaboration reste relativement modéré, car le minerai de fer est abondant sur terre (environ  5 % de l’écorce) et sa réduction assez simple (par addition de carbone à haute température). Enfin les aciers sont pratiquement entièrement recyclables grâce à la filière ferraille.
On peut néanmoins leur reconnaître quelques inconvénients, notamment leur mauvaise résistance à la corrosion à laquelle on peut toutefois remédier, soit par divers traitements de surface (peinture, brunissage, zingage, galvanisation à chaud, etc.), soit par l’utilisation de nuances d’acier dites « inoxydables ». Par ailleurs, les aciers sont difficilement moulables, donc peu recommandés pour les pièces volumineuses de formes complexes (bâtis de machines, par exemple). On leur préfère alors des fontes. Enfin, lorsque leur grande masse volumique est pénalisante (dans le secteur aéronautique par exemple), on se tourne vers des matériaux plus légers (alliages à base d’aluminium, titane, composites, etc.), qui ont l’inconvénient d’être plus chers.
Lorsque le prix est un critère de choix important, les aciers restent privilégiés dans presque tous les domaines d’application technique : équipements publics (ponts et chaussées, signalisation), industrie chimique, pétrochimique, pharmaceutique et nucléaire (équipements sous pression, équipements soumis à l’action de la flamme, capacités de stockage, récipients divers), agroalimentaire (conditionnement et stockage), bâtiment (armatures, charpentes, ferronnerie, quincaillerie), industrie mécanique et thermique (moteurs, turbines, compresseurs), automobile (carrosserie, équipements), ferroviaire, aéronautique et aérospatial, construction navale, médical (instruments, appareils et prothèses), composants mécaniques (visserie, ressorts, câbles, roulements, engrenages), outillage de frappe (marteaux, burins, matrices) et de coupe (fraises, forets, porte-plaquette), mobilier, design et équipements électroménagers, etc.

## Production

### Coût de production
Sept facteurs au moins déterminent le coût de production d’un acier :
1. La composition de l’acier selon sa teneur en éléments nobles (chrome, nickel, manganèse, cobalt, etc.) et le niveau de pureté chimique (basse teneur en soufre, phosphore, éléments à bas point de fusion comme le plomb, l’arsenic, l’étain, le zinc, etc.) ;
2. Les exigences particulières liées à la règlementation (directives, décrets, loi, etc.) et les spécifications techniques des donneurs d’ordres ;
3. Les choix d’option(s) proposée(s) par des normes ou des standards internationaux comme des aptitudes au pliage, à l’emboutissage, à l’usinage ;
4. Les exigences dimensionnelles (tolérance de planéité, classe d’épaisseur, etc.). Chez les aciéristes, la densité de l’acier n’est pas une constante. Par exemple, dans le cas de l’acier de construction, elle n’est pas égale à 7,85. Les aciéristes considèrent une densité de facturation différente de la densité physique pour tenir compte du fait que la masse réelle livrée (pesée) est toujours supérieure à la masse théorique (calculée) du produit commandé ;
5. Les examens et essais effectués sur échantillons prélevés sur coulée ou directement sur produit ainsi que le mode de réception du produit. Il existe trois principaux modes de réception classés ci-après dans l’ordre de coût croissant :
  - par le vendeur (la réception du produit est donc effectuée par la première partie),
  - par l’acheteur (la réception du produit est effectuée par la seconde partie), et par une entité administrative extérieure (bureau de contrôle, compagnie d’assurance, ministère, association, etc.) autre que le vendeur ou l’acheteur (la réception du produit est effectuée par ce que l’on appelle une tierce partie) ;
6. Les exigences internes (donc supplémentaires) requises par les procédés de fabrication de l’utilisateur (planéité, limitations de teneurs en éléments chimiques, marquage), et
7. La loi de l’offre et de la demande et la spéculation sur les métaux qui conditionnent bien sûr le prix du marché.

L’impact des six premières exigences peut avoir une incidence de quelques dizaines d’euros la tonne à plus de  50 % du prix de base (le prix de base étant le prix de l’acier standard conforme à la norme et sans aucune option), d’où l’importance, avant toute passation de commande, de consulter le vendeur ou l’aciériste (qu’on appelle aussi « forge » ou « fonderie ») sur la base d’une spécification technique d’achat rédigée en accord avec les exigences techniques contractuelles et/ou administratives. Le 7e point quant à lui n’a pas de limite rationnelle.

## Recherche et développement, prospective
De nouveaux types d'aciers spéciaux pourraient être bioinspirés, par exemple en imitant le principe constructif de l'os. Ainsi en 2016-2017, des chercheurs ont produit un acier imitant l'os. Au sein de l'os, des fibres nanométriques de collagène forment une structure stratifiée, dont les couches sont orientées dans des directions différentes. Aux échelles millimétriques, l'os a une structure en mie de pain organisée en treillis (ensemble ordonné) qui le consolide en empêchant la propagation de fissures dans toutes les directions et à partir de n’importe quel point. Des métallurgistes s'en sont inspirés pour produire un acier nanostructuré incluant des alliages différents (avec des duretés différentes). Pour s’y propager, une fissure doit suivre un chemin complexe et vaincre de nombreuses résistances, car les nano-parties souples de l’assemblage absorbent l'énergie des contraintes, même répétées, pouvant même refermer les microfissures juste après leur apparition. 
Des aciers légers (éventuellement « imprimés en 3D ») deviennent envisageables pour créer des ponts, robots, engins spatiaux ou sous-marins ou véhicules terrestres ou des structures qu’on veut rendre plus résistants aux fissures ou plus exactement à la propagation de fissures risquant de conduire à une fracture de l’ensemble.

## Industrie

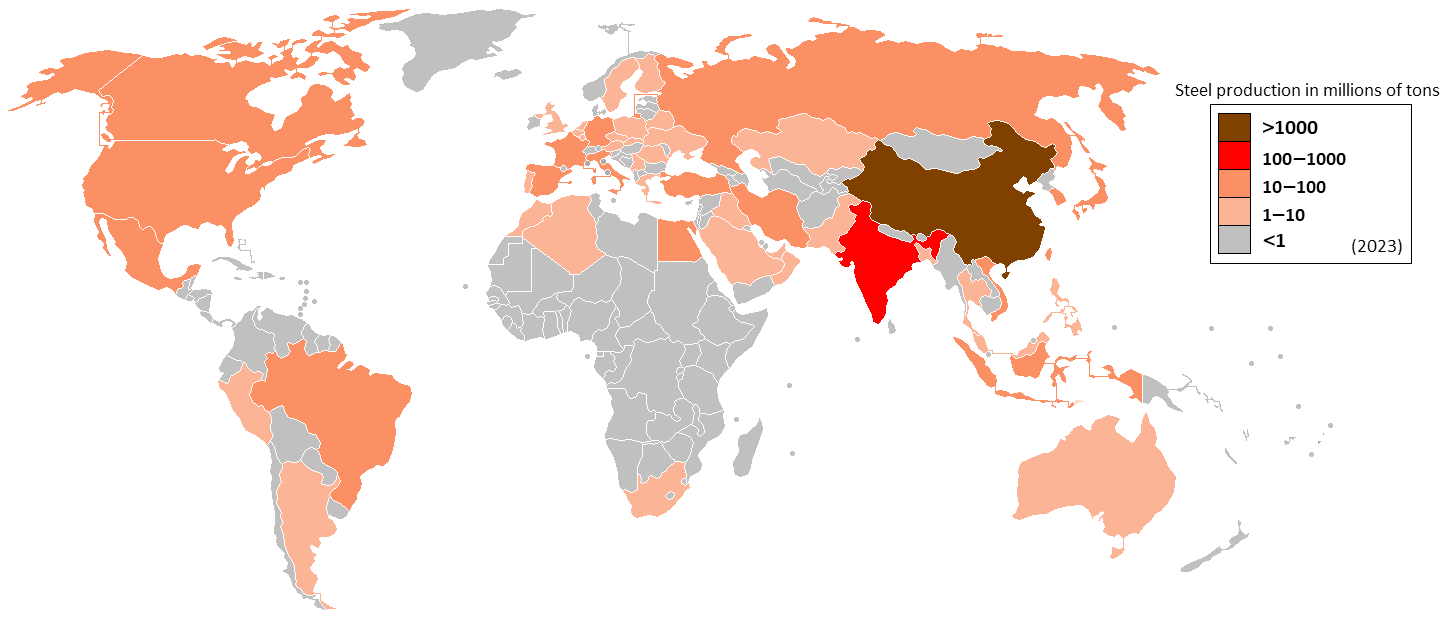
Production d'acier (en millions de tonnes) par pays en 2023.

L'industrie sidérurgique est souvent considérée comme un indicateur du progrès économique en raison du rôle crucial joué par l'acier dans le développement des infrastructures et de l'ensemble du développement économique. En 1980, les États-Unis comptaient plus de 500 000 sidérurgistes. En 2000, le nombre de sidérurgistes était tombé à 224 000.
L'essor économique en Chine et en Inde a entraîné une augmentation massive de la demande en acier. Entre 2000 et 2005, la demande mondiale d'acier a augmenté de  6 %. Depuis 2000, plusieurs entreprises sidérurgiques indiennes et chinoises ont pris de l'importance, telles que Tata Steel (qui a acheté le Corus Group en 2007), Baosteel Group et Shagang Group. En 2017, cependant, ArcelorMittal est le plus grand producteur mondial d'acier. En 2005, le British Geological Survey a déclaré que la Chine était le premier producteur d'acier avec environ un tiers de la part mondiale; le Japon, la Russie et les États-Unis suivaient respectivement. La grande capacité de production d'acier entraîne également une quantité significative d'émissions de dioxyde de carbone inhérentes à la principale voie de production. En 2021, on estimait que près de  7 % des émissions mondiales de gaz à effet de serre provenaient de l'industrie sidérurgique,,. La réduction de ces émissions devrait provenir d'un changement dans la voie de production principale utilisant des cokes, d'un recyclage accru de l'acier et de l'application de la capture et du stockage de carbone ou de la technologie de capture et d'utilisation du carbone.
En 2008, l'acier a commencé à être négocié en tant que matière première sur la London Metal Exchange. À la fin de 2008, l'industrie sidérurgique a connu une forte baisse qui a conduit à de nombreuses réductions.

## Symbolique et expression
- L’acier est le 7e niveau dans la progression de la sarbacane sportive.
- Selon certaines sources, l’acier peut désigner le 11e anniversaire de mariage.
- Le terme « acier » sert à caractériser ce qui est solide, par exemple un moral d’acier.
- Le « poumon d’acier » désigne un ancien modèle de respirateur artificiel (respirateur à pression négative).
- Le gris acier est une couleur gris-bleu reproduisant la couleur de l’acier trempé.
- En héraldique, la couleur acier désigne le gris.